# Chris Rea
Christopher Anton (Chris) Rea (Middlesbrough, 4 maart 1951) is een Britse zanger en gitarist. 

## Biografie
Rea komt uit een gezin van zeven kinderen en heeft een Italiaanse vader en Ierse moeder. Hij is met zijn gruizige zangstem vooral bekend geworden met nummers als Fool (If You Think It's Over), Josephine en Driving Home for Christmas.
Verder schreef hij een aantal nummers voor films, en sommige van zijn bekendere nummers werden gebruikt als themamuziek. Zelf speelde Rea in twee films, in 1985 in Willie and the Poor Boys en in 1999 in Parting Shots, waar hij tevens de muziek voor deed. Hij schreef en produceerde de film La Passione, die in 1996 verscheen.
In 1999 was zijn hit On the Beach de basis voor een grote dancehit van de Duitse dancegroep York. Het nummer bereikte de top 10 van de Britse hitlijsten. Voor hen zong Rea in 2001 ook Your Love Is Setting Me Free in voor hun project The Watermen.
In 2001 werd bij Rea alvleesklierkanker vastgesteld. Hij beloofde zichzelf dat als hij deze ziekte zou overleven hij naar zijn wortels, de blues, zou terugkeren, wat resulteerde in de box Blue Guitars uit 2005, met daarin elf cd's, een dvd en een bijhorend boek met schilderingen die hij tijdens zijn herstelperiode gemaakt had. Tevens maakte hij in 2005 bekend te stoppen met toeren. In 2006 ondernam hij een afscheidstournee, The Farewell Tour, tijdens welke hij oude klassiekers en nieuwe nummers speelde.
Het afscheid bleek echter van korte duur, want hoewel zijn gezondheid hem nog steeds parten speelde, maakte Rea in het najaar van 2007 zijn terugkeer naar het podium bekend. In februari 2008 verscheen The Return of the Fabulous Hofner Bluenotes, een set van twee grammofoonplaten en drie cd's. Hierna volgde een Europese tournee.
In 2016 kreeg Rea een beroerte en op 9 december 2017 werd hij onwel tijdens het op twee na laatste concert van zijn Europese tournee in Oxford.

## Discografie

### Albums
| Album met eventuele hitnotering(en) in de Nederlandse Album Top 100 | Datum van verschijnen | Datum van binnenkomst | Hoogste positie | Aantal weken | Opmerkingen   |
| ------------------------------------------------------------------- | --------------------- | --------------------- | --------------- | ------------ | ------------- |
| Whatever happened to Benny Santini?                                 | 1978                  | -                     |                 |              |               |
| Deltics                                                             | 1979                  | -                     |                 |              |               |
| Tennis                                                              | 1980                  | -                     |                 |              |               |
| Chris Rea                                                           | 1982                  | -                     |                 |              |               |
| Water sign                                                          | 1983                  | 17-09-1983            | 21              | 10           |               |
| Wired to the moon                                                   | 1984                  | 14-04-1984            | 17              | 11           |               |
| Shamrock diaries                                                    | 1985                  | 13-04-1985            | 2               | 33           |               |
| On the beach                                                        | 1986                  | 26-04-1986            | 1(2wk)          | 30           |               |
| Dancing with strangers                                              | 1987                  | 26-09-1987            | 6               | 11           |               |
| New light through old windows                                       | 1988                  | 29-10-1988            | 10              | 22           | Verzamelalbum |
| The road to hell                                                    | 1989                  | 25-11-1989            | 24              | 19           |               |
| Auberge                                                             | 1990                  | 09-03-1991            | 9               | 31           |               |
| God's great banana skin                                             | 1992                  | 14-11-1992            | 29              | 15           |               |
| Espresso logic                                                      | 1993                  | 13-11-1993            | 33              | 8            |               |
| The best of Chris Rea                                               | 1994                  | 05-11-1994            | 36              | 17           | Verzamelalbum |
| La passione                                                         | 08-11-1996            | -                     |                 |              |               |
| The blue cafe                                                       | 1998                  | 31-01-1998            | 26              | 12           |               |
| The road to hell - Part II                                          | 08-11-1999            | -                     |                 |              |               |
| King of the beach                                                   | 02-10-2000            | -                     |                 |              |               |
| The very best of                                                    | 23-11-2001            | -                     |                 |              | Verzamelalbum |
| Stony road                                                          | 30-09-2002            | 12-10-2002            | 21              | 13           |               |
| Hofner bluenotes                                                    | 25-08-2003            | -                     |                 |              |               |
| Blue street (Five guitars)                                          | 08-09-2003            | -                     |                 |              |               |
| The blue jukebox                                                    | 29-03-2004            | 03-04-2004            | 32              | 8            |               |
| Heartbeats - Greatest hits                                          | 05-08-2005            | -                     |                 |              |               |
| Blue guitars                                                        | 30-03-2005            | 12-11-2005            | 29              | 8            | Verzamelbox   |
| The road to hell & back                                             | 06-10-2006            | 28-10-2006            | 73              | 2            | Livealbum     |
| The return of the fabulous Hofner bluenotes                         | 08-02-2008            | 01-03-2008            | 76              | 3            |               |
| Still so far to go...The best of                                    | 09-10-2009            | -                     |                 |              | Verzamelalbum |
| Santo spirito blues                                                 | 09-09-2011            | 10-09-2011            | 44              | 3            |               |
| Road songs for lovers                                               | 2017                  |                       |                 |              |               |

| Album met hitnotering(en) in de Vlaamse Ultratop 200 albums | Datum van verschijnen | Datum van binnenkomst | Hoogste positie | Aantal weken | Opmerkingen   |
| ----------------------------------------------------------- | --------------------- | --------------------- | --------------- | ------------ | ------------- |
| The best of Chris Rea                                       | 1994                  | 01-04-1995            | 47              | 2            | Verzamelalbum |
| The blue cafe                                               | 1998                  | 31-01-1998            | 22              | 10           |               |
| Stony road                                                  | 2002                  | 12-10-2002            | 31              | 4            |               |
| The blue jukebox                                            | 2004                  | 03-04-2004            | 40              | 7            |               |
| The very best of                                            | 2003                  | 05-07-2003            | 27              | 5            | Verzamelalbum |
| The road to hell & back                                     | 2006                  | 04-11-2006            | 90              | 1            | Livealbum     |
| Santo spirito blues                                         | 2011                  | 17-09-2011            | 43              | 2            |               |
| Road songs for lovers                                       | 2017                  |                       |                 |              |               |

### Singles
| Single met eventuele hitnotering(en) in de Nederlandse Top 40 | Datum van verschijnen | Datum van binnenkomst | Hoogste positie | Aantal weken | Opmerkingen                                      |
| ------------------------------------------------------------- | --------------------- | --------------------- | --------------- | ------------ | ------------------------------------------------ |
| So much love                                                  | 1974                  | -                     |                 |              |                                                  |
| Fool (If you think it's over)                                 | 1978                  | 13-05-1978            | tip11           | -            |                                                  |
| Fool (If you think it's over)                                 | 1978                  | 30-09-1978            | 25              | 4            | Nr. 30 in de Single Top 100 / Alarmschijf        |
| Every beat of my heart                                        | 1982                  | 28-08-1982            | tip5            | -            | Nr. 39 in de Single Top 100                      |
| I can hear your heartbeat                                     | 1983                  | 24-08-1983            | 28              | 4            | Nr. 25 in de Single Top 100                      |
| I don't know what it is but I love it                         | 1984                  | 21-04-1984            | tip9            | -            |                                                  |
| Josephine                                                     | 1985                  | 22-06-1985            | 3               | 13           | Nr. 8 in de Single Top 100                       |
| All summer long                                               | 1985                  | 19-10-1985            | 35              | 3            | Nr. 34 in de Single Top 100                      |
| It's all gone                                                 | 1986                  | 05-04-1986            | tip6            | -            | Nr. 37 in de Single Top 100                      |
| On the beach                                                  | 1986                  | 09-08-1986            | 33              | 3            | Nr. 34 in de Single Top 100                      |
| Driving home for Christmas                                    | 1986                  | -                     |                 |              | Nr. 9 in de Single Top 100                       |
| Let's dance                                                   | 1987                  | 06-06-1987            | tip5            | -            | Nr. 56 in de Single Top 100                      |
| Loving you again                                              | 1987                  | 10-10-1987            | 27              | 3            | Nr. 33 in de Single Top 100                      |
| Que sera                                                      | 1988                  | 19-03-1988            | tip7            | -            | Nr. 36 in de Single Top 100                      |
| Fool (If you think it's over) ('88 Remix)                     | 1988                  | -                     |                 |              | Nr. 90 in de Single Top 100                      |
| Auberge                                                       | 1991                  | 23-02-1991            | tip4            | -            | Nr. 45 in de Single Top 100                      |
| Looking for the summer                                        | 1991                  | 22-06-1991            | tip2            | -            | Nr. 37 in de Single Top 100                      |
| 'Disco' la passione                                           | 1997                  | 22-02-1997            | 12              | 8            | met Shirley Bassey / Nr. 21 in de Single Top 100 |

| Single met hitnotering(en) in de Vlaamse Ultratop 50 | Datum van verschijnen | Datum van binnenkomst | Hoogste positie | Aantal weken | Opmerkingen                 |
| ---------------------------------------------------- | --------------------- | --------------------- | --------------- | ------------ | --------------------------- |
| I can hear your heartbeat                            | 1983                  | -                     |                 |              | Nr. 13 in de Radio 2 Top 30 |
| Josephine                                            | 1985                  | -                     |                 |              | Nr. 17 in de Radio 2 Top 30 |
| All summer long                                      | 1985                  | -                     |                 |              | Nr. 27 in de Radio 2 Top 30 |
| Touche d'amour                                       | 1984                  | -                     |                 |              | Nr. 30 in de Radio 2 Top 30 |
| Stainsby girls                                       | 1985                  | -                     |                 |              | Nr. 28 in de Radio 2 Top 30 |
| It's all gone                                        | 1986                  | -                     |                 |              | Nr. 24 in de Radio 2 Top 30 |
| Driving home for Christmas                           | 1986                  | -                     | 14              | 7            | Nr. 23 in de Radio 2 Top 30 |
| Que sera                                             | 1988                  | -                     |                 |              | Nr. 26 in de Radio 2 Top 30 |
| The road to hell                                     | 1989                  | -                     |                 |              | Nr. 25 in de Radio 2 Top 30 |
| Auberge                                              | 1991                  | -                     |                 |              | Nr. 26 in de Radio 2 Top 30 |
| Looking for the summer                               | 1991                  | -                     |                 |              | Nr. 22 in de Radio 2 Top 30 |
| 'Disco' la passione                                  | 1997                  | 03-05-1997            | 36              | 6            | met Shirley Bassey          |
| The chance of love                                   | 2011                  | 05-12-2011            | tip74           | -            |                             |

### NPO Radio 2 Top 2000
| Nummers met noteringen in de NPO Radio 2 Top 2000 | '99 | '00  | '01  | '02  | '03  | '04  | '05  | '06  | '07  | '08  | '09  | '10  | '11  | '12  | '13  | '14  | '15  | '16  | '17  | '18  | '19  | '20  | '21  | '22  | '23  | '24  |
| ------------------------------------------------- | --- | ---- | ---- | ---- | ---- | ---- | ---- | ---- | ---- | ---- | ---- | ---- | ---- | ---- | ---- | ---- | ---- | ---- | ---- | ---- | ---- | ---- | ---- | ---- | ---- | ---- |
| Driving Home for Christmas                        | 630 | -    | 630  | 546  | 748  | 560  | 566  | 639  | 552  | 597  | 528  | 580  | 587  | 923  | 732  | 677  | 647  | 564  | 615  | 832  | 630  | 692  | 647  | 665  | 626  | 598  |
| Fool (If You Think It's Over)                     | -   | -    | 1250 | 1338 | 1970 | 1754 | 1823 | 1778 | -    | 1930 | -    | -    | -    | -    | -    | -    | -    | -    | -    | -    | -    | -    | -    | -    | -    | -    |
| Josephine                                         | 561 | 612  | 387  | 308  | 542  | 500  | 529  | 585  | 546  | 522  | 626  | 621  | 708  | 1082 | 919  | 1093 | 1011 | 1156 | 1147 | 1505 | 1386 | 1627 | 1817 | 1584 | 1666 | 1728 |
| On the Beach                                      | 929 | 1345 | 1001 | 976  | 1304 | 1101 | 1241 | 1352 | 1396 | 1269 | 1424 | 1426 | 1414 | 1774 | 1914 | 1956 | -    | -    | -    | -    | -    | -    | -    | -    | -    | -    |

1. ↑  Een '-' betekent dat het nummer niet was genoteerd en een vetgedrukt getal geeft de hoogste notering van een nummer aan.

### Dvd's
| Dvd's met hitnoteringen in de Nederlandse Music Top 30 | Datum van verschijnen | Datum van binnenkomst | Hoogste positie | Aantal weken | Opmerkingen |
| ------------------------------------------------------ | --------------------- | --------------------- | --------------- | ------------ | ----------- |
| The road to hell & back                                | 2006                  | 04-11-2006            | 8               | 6            |             |

## Blue guitars
De verzamelbox Blue guitars uit 2005 bestaat uit de volgende elf cd's plus dvd:
- Cd 1: Beginnings
- Cd 2: Country blues
- Cd 3: Louisiana & New Orleans
- Cd 4: Electric Memphis blues
- Cd 5: Texas blues
- Cd 6: Chicago blues
- Cd 7: Blues ballads
- Cd 8: Gospel soul blues & Mowtown
- Cd 9: Celtic & Irish blues
- Cd 10: Latin blues
- Cd 11: 60s & 70s
- Dvd: Dancing down the stony road